# Joan Redó (músic)
Joan Redó   (Vinaròs, segle XIX - Vinaròs, 1931) va ser un compositor, cantor i escriptor valencià.

## Biografia
Joan Redó Guimerà va néixer a Vinaròs a finals del s. XIX i ben aviat va començar els estudis eclesiàstics al seminari de Tortosa, com a alumne del col·legi de Sant Josep. Allà també es va iniciar en el cant i la composició i va formar part de la capella de música de l'escola. A més, va fundar i dirigir diversos orfeons amb alumnes i companys seus.
Per tal de poder ampliar els seus coneixements musicals, Redó es va traslladar a València, on va formar part com a cantor de la capella del col·legi de Corpus Christi.
Quan va tornar a Tortosa va treballar com a salmista al cor de la catedral durant un breu període. Aquesta ocupació, però, va ser provisional, ja que havia opositat pel càrrec de sotsantre (càrrec episcopal que antigament dirigia el cor d'una catedral o col·legiata) a la Catedral de Zamora i l'any 1889 en va ser nomenat.
Tan sols dos anys més tard va tornar a opositar i el 1891 va passar a treballar de sotscabistol a la catedral de Toledo, càrrec que va ocupar fins al 10 de febrer de 1897, any en què va tornar a València.
Això no obstant, aviat va emprendre un altre viatge, aquest cop a Oviedo, on, a petició del bisbe Juan Bautista Luis y Pérez, que havia sol·licitat la seva companyia, va ser nomenat canonge de la catedral.
Durant tots aquests anys d'intensa activitat, Redó també va participar activament en qüestions polítiques i, a banda de desenvolupar una carrera de renom com a compositor i cantor, també va escriure prosa.